# دریاچه ایستیخد
دریاچه ایستیخد (انگلیسی: Istikhed) یک دریاچه در ناحیه خودگردان چوکوتکای کشور روسیه است.